# Phytodinosauria
Phytodinosauria is de naam die door de Amerikaanse paleontoloog Robert Thomas Bakker werd gegeven aan een mogelijke monofyletische groep dinosauriërs, bestaande uit de Sauropodomorpha en de Ornithischia. Moderne analyses wijzen erop dat zo'n groep in feite niet bestaat.
Traditioneel worden de Dinosauria onderverdeeld in de Saurischia en de plantenetende Ornithischia. De Saurischia op hun beurt bestaan uit de vleesetende Theropoda en de plantenetende Sauropodomorpha. De onderverdeling tussen de Saurischia en de Ornithischia was oorspronkelijk voornamelijk gebaseerd op de verschillen in de bouw van het bekken: de Saurischia hadden de vorm die oorspronkelijk was voor de Reptilia; de Ornithischia een afwijkende, afgeleide, vorm.

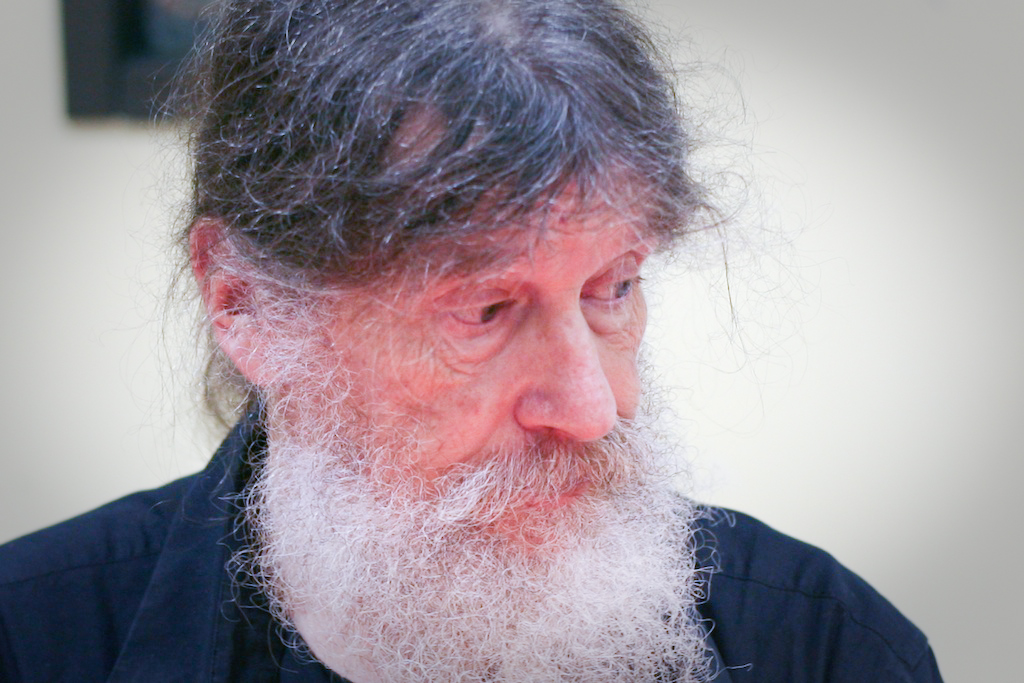
Bakker was de grondlegger van de "Dinosauriërrenaissance" en stelde van het midden van de jaren tachtig af steeds gewaagdere hypothesen op

Robert Bakker wees er in 1986 in zijn boek The Dinosaur Heresies op, in navolging van Alan Jack Charig, en José Fernando Bonaparte, dat de saurischische vorm van het bekken, als oorspronkelijk kenmerk dat door alle reptielen gedeeld wordt (symplesiomorfie) geen geldige aanwijzing is dat de Theropoda en Sauropodomorpha nauwer aan elkaar verwant waren. Hij opperde een alternatieve hypothese: dat de vele eigenschappen die de Ornithischia en Saurpodomorpha als planteneters gemeen hadden, niet het resultaat waren van een convergente evolutie, als aanpassing aan hun herbivore levenswijze, maar het gevolg van een gemeenschappelijke afstamming. Ze zouden zich als één groep, de Phytodinosauria ("plantdinosauriërs"), van de Theropoda hebben afgesplitst. Bakker werd hierbij beïnvloed door het feit dat hij toen hij begin jaren zeventig samen met Peter Malcolm Galton de monofylie van de Dinosauria aantoonde – tot die tijd was de heersende leer in navolging van Harry Govier Seeley dat de Saurischia en Ornithischia geen nauw verwante groepen waren en de Dinosauria dus polyfyletisch – de sauropodomorf Anchisaurus als referentiepunt gebruikte. Dit bracht hem ertoe de volgende stap te zetten en Anchisaurus niet alleen als vertegenwoordiger van de Saurischia als geheel te zien maar ook als aanwijzing dat de Sauropodomorpha in het bijzonder, nauw aan de Ornithischia verwant waren. Een rigide analyse om dit te ondersteunen heeft hij nooit uitgevoerd.

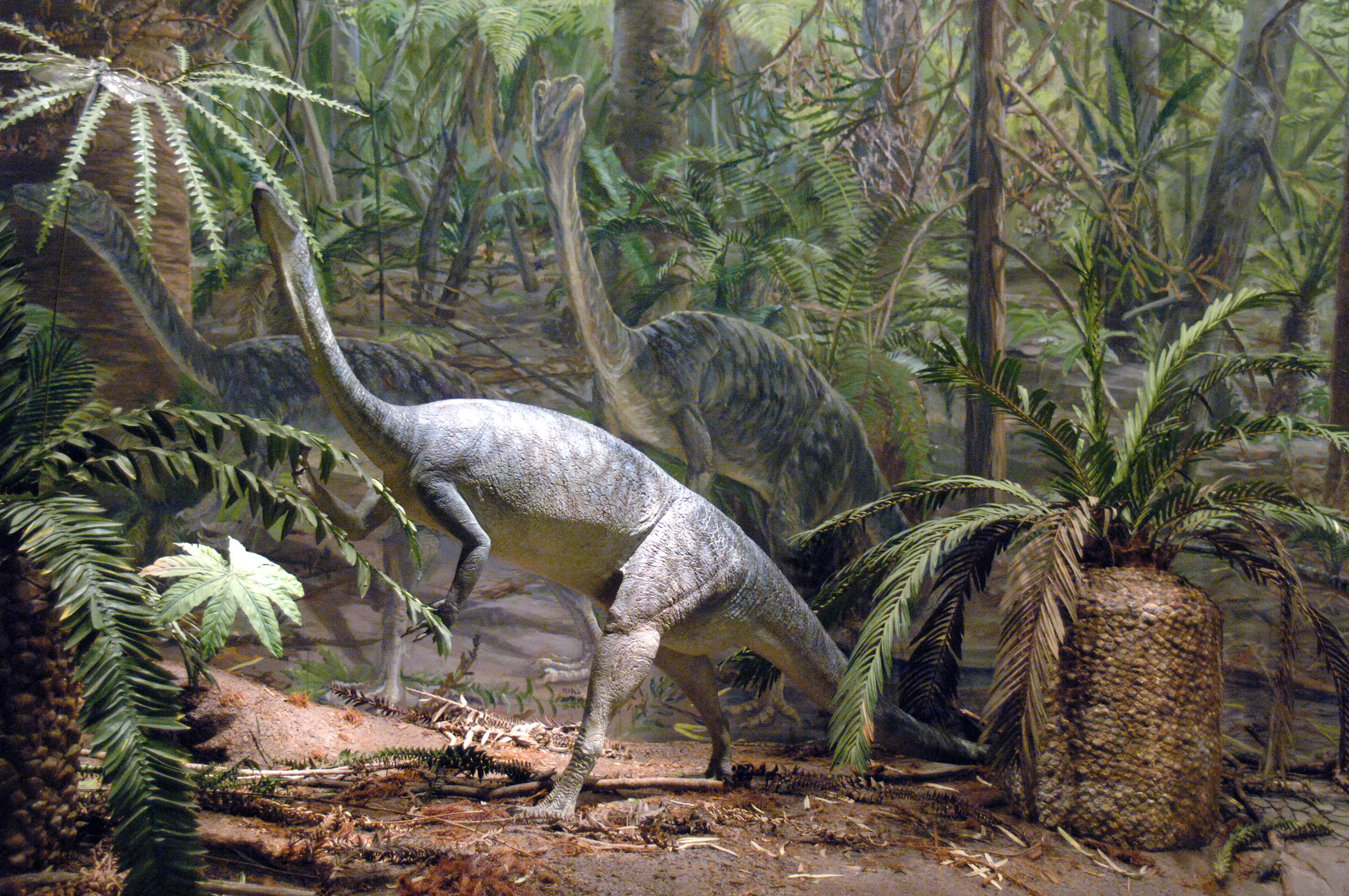
Anchisaurus was de inspiratie voor, en diende als voorouderlijk model van, de Phytodinosauria

Later kladistisch onderzoek heeft deze hypothese niet ondersteund en ze wordt tegenwoordig door niemand meer serieus verdedigd, ook niet door Bakker. Het concept blijft een heuristische waarde behouden: iedere keer als de basale dinosauriërs geanalyseerd worden, wordt ook de hypothese impliciet getoetst. Een jaar eerder dan Bakker publiceerde Michael Robert Cooper een artikel waarin hij dezelfde hypothese opperde, maar een cohort Ornithischiformes benoemde voor dezelfde vermeende groep. Cooper baseerde zich op slechts twee complexe synapomorfieën (gedeelde afgeleide kenmerken), beide betreffende de tandvorm en -plaatsing. Bakker schijnt niet op de hoogte geweest te zijn van Coopers eerdere naam toen hij Phytodinosauria benoemde.
Hoewel tegenwoordig verlaten, speelde de hypothese eind jaren tachtig een zekere rol, omdat de kladistische analyses toen nog niet krachtig genoeg waren om veel zekerheid te bieden. Van de in die tijd nieuw ontdekte en zeer raadselachtige Therizinosauria, theropoden die als derde dinosauriërgroep een herbivore levenswijze ontwikkeld hadden, dacht Gregory S. Paul nog in 1988 dat ze een phytodinosaurisch relict waren van een overgang tussen Prosauropoda en Ornithischia – dat laatste een hypothese die hij al in 1984 had gepubliceerd. Ze hadden immers vier functionele tenen aan de voet, één te veel voor een geavanceerde theropode; bladvormige tanden en een lange nek met een kleine platte kop – alles net zoals de prosauropoden – maar een naar achteren wijzend schaambeen, zoals de ornithischiërs. Achteraf bleken dit allemaal convergenties te zijn.
Cooper noch Bakker hebben ooit een kladistische definitie gegeven van hun concepten. Dit zou strikt genomen ook overbodig zijn geweest: een definitie die uitgaat van een laatste gemeenschappelijke voorouder van de Sauropodomorpha en Ornithischia weerspiegelt niet het wezen van zo'n concept: dat ze nauwer aan elkaar verwant zijn dan aan de Theropoda; een definitie die daarentegen gebaseerd is op de uitsluiting van de theropoden zou al overeenkomen met de gebruikelijke bestaande definities van zowel de Sauropodomorpha en de Ornithischia — alleen zou men dan een van beide laatste namen moeten kiezen voor het geheel.
De phytodinosauriahypothese kan verduidelijkt worden door het volgende kladogram:
|  | †Sauropodomorpha                                               |
|  |                                                                |
|  | \| \| †Segnosauria \| \| \| \| \| \| †Ornithischia \| \| \| \| |
|  |                                                                |
|  | †Segnosauria                                                   |
|  |                                                                |
|  | †Ornithischia                                                  |
|  |                                                                |

|  | †Segnosauria  |
|  |               |
|  | †Ornithischia |
|  |               |

|  | †Sauropodomorpha                                               |
|  |                                                                |
|  | \| \| †Segnosauria \| \| \| \| \| \| †Ornithischia \| \| \| \| |
|  |                                                                |
|  | †Segnosauria                                                   |
|  |                                                                |
|  | †Ornithischia                                                  |
|  |                                                                |

|  | †Segnosauria  |
|  |               |
|  | †Ornithischia |
|  |               |

In 2017 had een analyse tot resultaat dat juist de Theropoda en de Ornithsichia nauwer aan elkaar verwant waren in een Ornithoscelida. Nadere analyses van deze hypothese openbaarden dat de phytosauriahypothese maar weinig minder waarschijnlijk was dan de alternatieven en dus een heuristische waarde bezit.